# Piagnoni (mouvement de Savonarole)

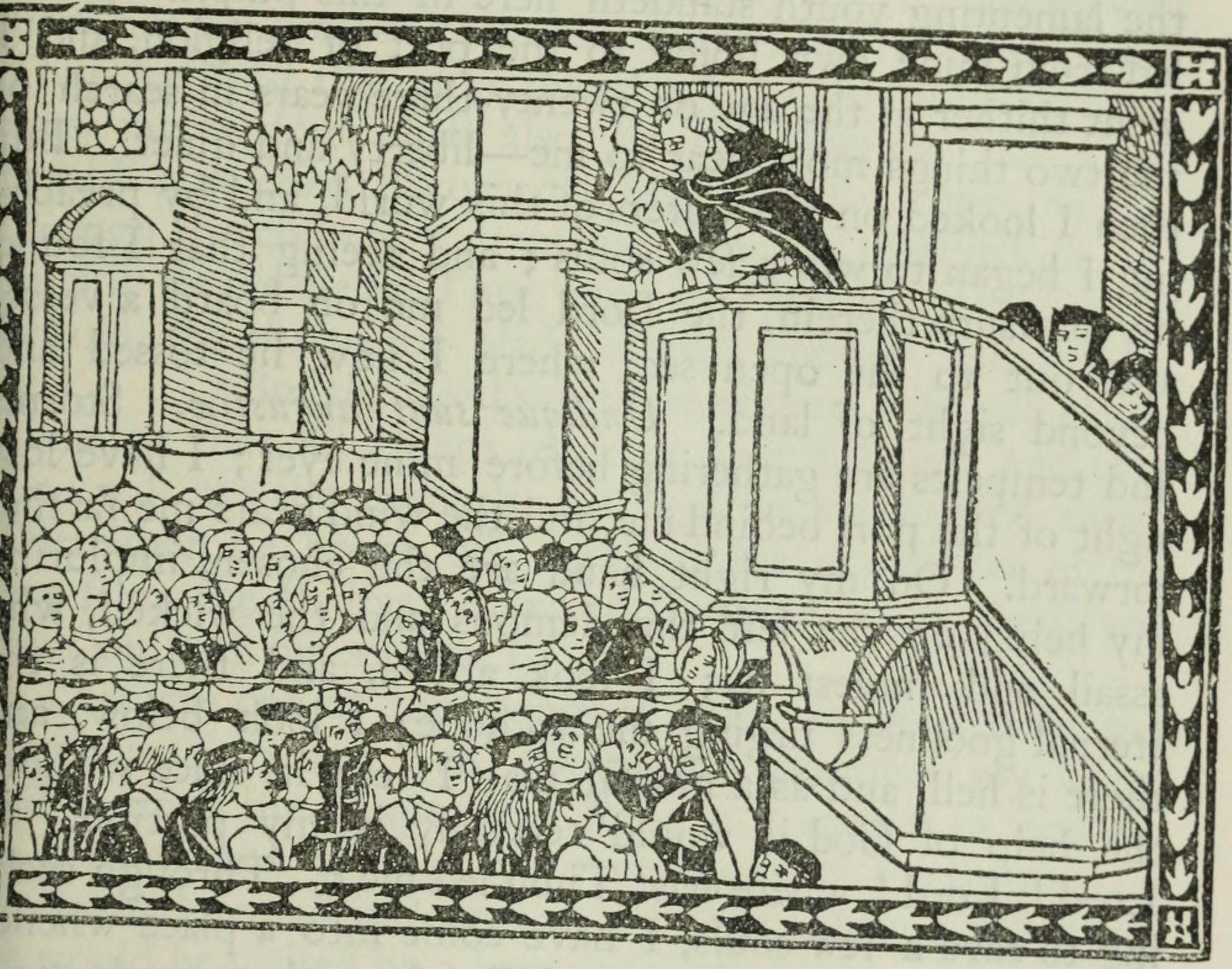
Prédication de Savonarole

Les Piagnoni sont un groupe de chrétiens qui suivent, à Florence, à la fin du XVe siècle, les enseignements de Jérôme Savonarole,. Le nom « Piagnoni » (qui signifie pleureurs) leur est donné parce qu'ils pleurent leurs péchés et les péchés du monde.

## Croyances
Les Piagnoni sont des disciples de Savonarole et suivent ses enseignements : le clergé doit s'en tenir à ses fonctions sacramentelles et laisser le travail caritatif aux laïcs. 
Savonarole prêche également contre un « clergé laxiste et corrompu », appelle à une république théocratique et à une réforme religieuse. 
Les Piagnoni s'opposent aussi aux objets profanes, considérés comme « pécheurs » par Savonarole, tels que les cosmétiques, l'art profane et les instruments de musique, qu'ils brûlent en 1497.

## Histoire
Alors que Savonarole est encore en vie, les Piagnoni soutiennent les campagnes de Savonarole contre les relations sexuelles illicites, le jeu et le blasphème. Savonarole organise également des groupes de fidèles qui persuadent les fidèles de jeter au bûcher les objets profanes.
Les Piagnoni survivent dans la clandestinité après l'installation des Médicis à Florence, mais ils abandonnent progressivement leurs objectifs. 
Les Piagnoni sont aussi liés à la présence des idées de la Réforme à Florence et rallient, dès 1520, les vues de Martin Luther contre le pape et le clergé, mais se trouvent plus tard en désaccord avec sa théologie. 
Si certains Piagnoni se convertissent au protestantisme, d'autres Piagnoni écrivent contre les vues de Luther. Philippe Neri est un adepte fervent des enseignements de Jérôme Savonarole et devient plus tard une figure influente de la Contre-Réforme,. 

## La Piagnona

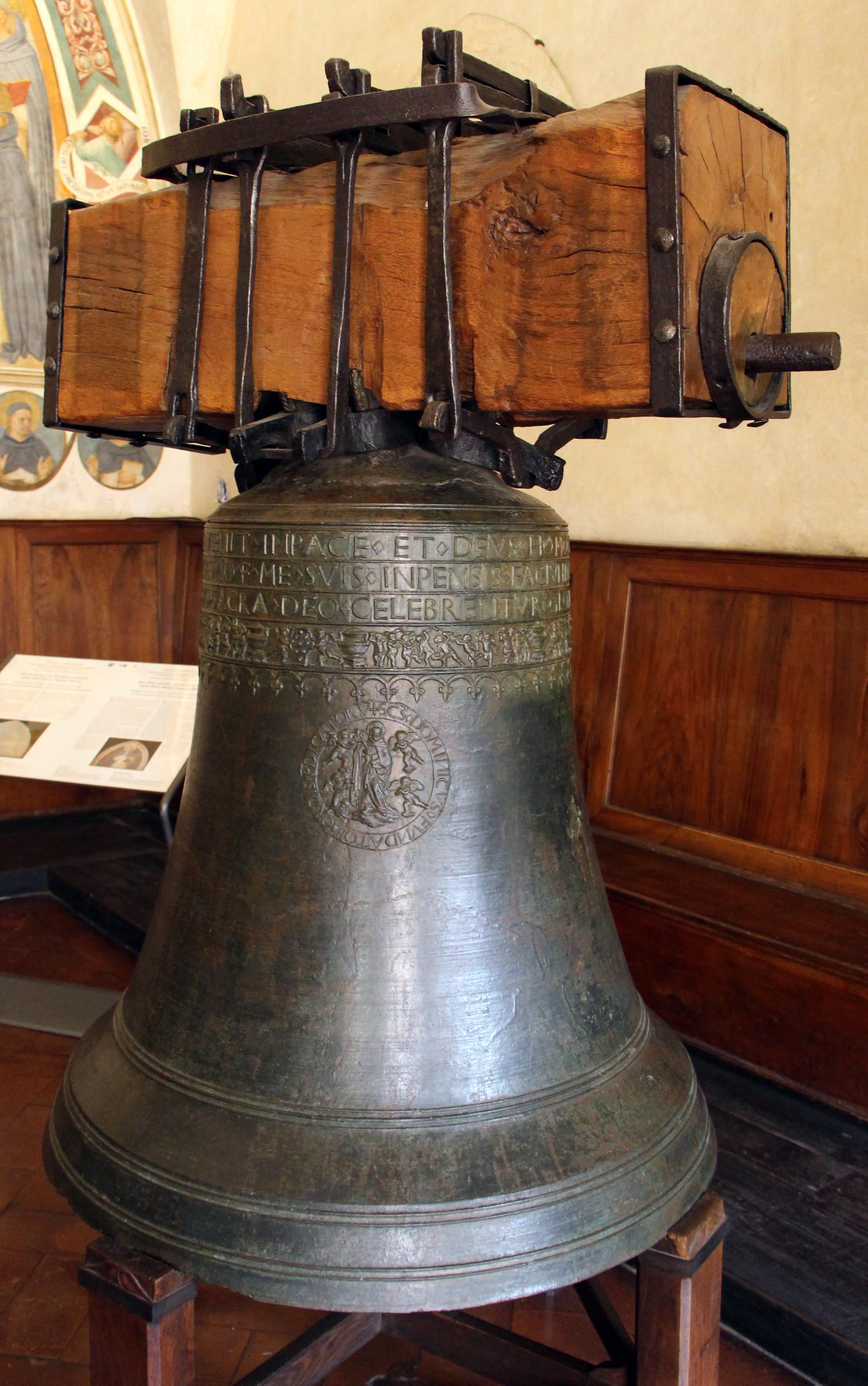
La « piagnona », avant 1464

Le Musée national San Marco expose une cloche, attribuée à Verrocchio, appelée, par les Florentins, « La Piagnona », dont le nom vient des Piagnoni qui se plaignaient constamment des usages considérés comme peu orthodoxes des Florentins. 
La Piagnona était la cloche de l'église d'où Savonarole appelait à ses prêches. Elle sonna dans la nuit du 8 avril 1498 pour appeler à l’aide les Florentins contre l'attaque des partisans des Médicis. Savonarole est capturé et brûlé vif, place de la Signoria, le 23 mai 1498. À partir de cette date, la "Piagnona" est démontée.